# Olympische Sommerspiele 1964/Leichtathletik – Stabhochsprung (Männer)

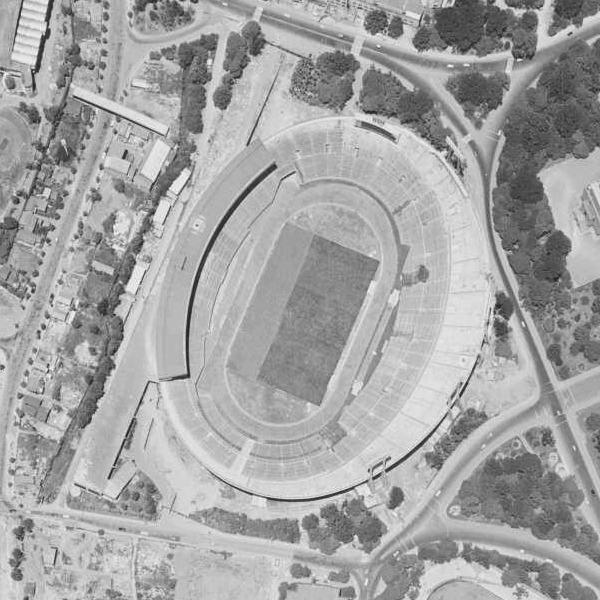
Luftaufnahme des Olympiastadions im Jahr 1963

Der Stabhochsprung der Männer bei den Olympischen Spielen 1964 in Tokio wurde am 15. und 17. Oktober 1964 im Olympiastadion Tokio ausgetragen. 32 Athleten nahmen teil.
Olympiasieger wurde der US-Amerikaner Fred Hansen. Er gewann vor den beiden Deutschen Wolfgang Reinhardt und Klaus Lehnertz.
Mit Manfred Preußger erreichte ein dritter Springer aus Deutschland das Finale, er wurde Vierter. Werner Duttweiler aus der Schweiz scheiterte an der Qualifikationshöhe. Springer aus Österreich und Liechtenstein nahmen nicht teil.

## Rekorde

### Bestehende Rekorde
| Weltrekord         | 5,28 m | Fred Hansen ( USA) | Los Angeles, USA       | 25. Juli 1964     |
| Olympischer Rekord | 4,70 m | Don Bragg ( USA)   | Finale OS Rom, Italien | 7. September 1960 |

### Rekordegalisierungen / -verbesserungen
Der bestehende olympische Rekord wurde im Finale am 17. Oktober 36 Mal verbessert oder egalisiert:
| 4,70 m (egalisiert)                               |                                                    |                                                   |
| Fred Hansen (USA), erster Versuch                 |                                                    | Rudolf Tomášek (Tschechoslowakei), erster Versuch |
| Klaus Lehnertz (Deutschland), erster Versuch      | John Pennel (USA), zweiter Versuch                 |                                                   |
| Hennadij Blesnizow (Sowjetunion), erster Versuch  | Risto Ankio (Finnland), zweiter Versuch            |                                                   |
| Pentti Nikula (Finnland), erster Versuch          | Roman Lešek (Jugoslawien), zweiter Versuch         |                                                   |
| Billy Pemelton (USA), erster Versuch              | Igor Feld (Sowjetunion), dritter Versuch           |                                                   |
| Gerry Moro (Kanada), erster Versuch               |                                                    |                                                   |
| 4,80 m                                            |                                                    |                                                   |
| Fred Hansen (USA), erster Versuch                 |                                                    | Wolfgang Reinhardt (Deutschland), zweiter Versuch |
| Klaus Lehnertz (Deutschland), erster Versuch      | Rudolf Tomášek (Tschechoslowakei), zweiter Versuch |                                                   |
| Manfred Preußger (Deutschland), erster Versuch    | Igor Feld (Sowjetunion), zweiter Versuch           |                                                   |
| Billy Pemelton (USA), erster Versuch              | Pentti Nikula (Finnland), dritter Versuch          |                                                   |
| 4,85 m                                            |                                                    |                                                   |
| Fred Hansen (USA), erster Versuch                 |                                                    | Hennadij Blesnizow (Sowjetunion), erster Versuch  |
| Klaus Lehnertz (Deutschland), erster Versuch      | Pentti Nikula (Finnland), zweiter Versuch          |                                                   |
| 4,90 m                                            |                                                    |                                                   |
| Klaus Lehnertz (Deutschland), erster Versuch      |                                                    | Pentti Nikula (Finnland), erster Versuch          |
| Manfred Preußger (Deutschland), erster Versuch    | Wolfgang Reinhardt (Deutschland), zweiter Versuch  |                                                   |
| Rudolf Tomášek (Tschechoslowakei), erster Versuch |                                                    |                                                   |
| 4,95 m                                            |                                                    |                                                   |
| Hennadij Blesnizow (Sowjetunion), erster Versuch  |                                                    | Klaus Lehnertz (Deutschland), zweiter Versuch     |
| 5,00 m                                            |                                                    |                                                   |
| Fred Hansen (USA), erster Versuch                 |                                                    | Klaus Lehnertz (Deutschland), erster Versuch      |
| Wolfgang Reinhardt (Deutschland), erster Versuch  | Manfred Preußger (Deutschland), erster Versuch     |                                                   |
| 5,05 m                                            |                                                    |                                                   |
| Wolfgang Reinhardt (Deutschland), erster Versuch  |                                                    |                                                   |
| 5,10 m                                            |                                                    |                                                   |
| Fred Hansen (USA), dritter Versuch                |                                                    |                                                   |

## Durchführung des Wettbewerbs
32 Athleten traten am 15. Oktober zu einer Qualifikationsrunde an. Neunzehn von ihnen – hellblau unterlegt – übersprangen die geforderte Qualifikationshöhe von 4,60 m. Für alle qualifizierten Springer fand am 17. Oktober das Finale statt.

## Zeitplan
15. Oktober, 13:00 Uhr: Qualifikation

17. Oktober, 13:00 Uhr: Finale
Alle Zeiten sind in Ortszeit Tokio (UTC + 9) angegeben.

## Legende
Kurze Übersicht zur Bedeutung der Symbolik – so üblicherweise auch in sonstigen Veröffentlichungen verwendet:
| – | verzichtet   |
| o | übersprungen |
| x | ungültig     |

Der jeweils beste gültige Versuch eines Athleten ist fett gedruckt.

## Qualifikation
Datum: 15. Oktober 1964, 13:00 Uhr
Wetterbedingungen: Regen, 20–23 °C, 42–59 % Luftfeuchtigkeit

### Gruppe A

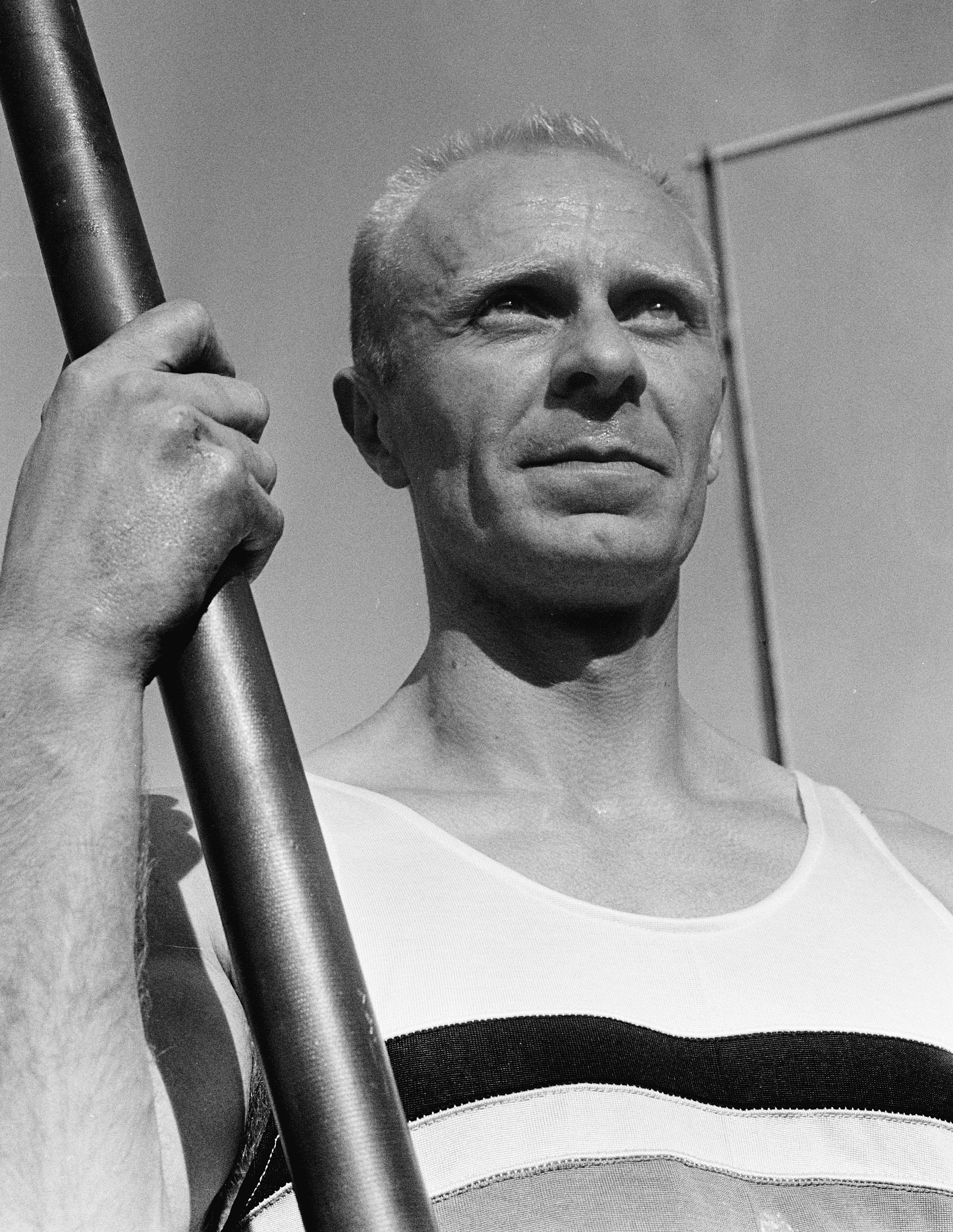
Paul Coppejans – ausgeschieden mit 4,20 m in Qualifikationsgruppe A

| Platz | Name                  | Nation           | 4,20 m | 4,30 m | 4,40 m | 4,50 m | 4,55 m | 4,60 m | Höhe   |
| ----- | --------------------- | ---------------- | ------ | ------ | ------ | ------ | ------ | ------ | ------ |
| 1     | Fred Hansen           | USA              | –      | –      | –      | –      | –      | o      | 4,60 m |
| 1     | Billy Pemelton        | USA              | –      | –      | –      | –      | –      | o      | 4,60 m |
| 3     | Wolfgang Reinhardt    | Deutschland      | –      | –      | –      | –      | –      | o      | 4,60 m |
| 3     | Rudolf Tomášek        | Tschechoslowakei | –      | –      | –      | –      | –      | o      | 4,60 m |
| 5     | Klaus Lehnertz        | Deutschland      | –      | –      | xo     | –      | –      | o      | 4,60 m |
| 6     | Manfred Preußger      | Deutschland      | –      | –      | xxo    | –      | –      | o      | 4,60 m |
| 7     | Christos Papanikolaou | Griechenland     | –      | xo     | –      | xo     | –      | o      | 4,60 m |
| 7     | Gerry Moro            | Kanada           | xo     | –      | xo     | –      | –      | o      | 4,60 m |
| 9     | John Pennel           | USA              | –      | –      | –      | –      | –      | xo     | 4,60 m |
| 10    | Dave Stevenson        | Großbritannien   | o      | –      | o      | o      | –      | xxx    | 4,50 m |
| 11    | Hisao Morita          | Japan            | –      | –      | xxo    | o      | –      | xxx    | 4,50 m |
| 12    | Yoshimasa Torii       | Japan            | o      | –      | xo     | –      | –      | xxx    | 4,40 m |
| 13    | Masashi Otsubo        | Japan            | o      | –      | xxx    |        |        |        | 4,20 m |
| 13    | Renato Dionisi        | Italien          | o      | xxx    |        |        |        |        | 4,20 m |
| 15    | Paul Coppejans        | Belgien          | xxo    | –      | xxx    |        |        |        | 4,20 m |
| NM    | Dimitar Chlebarow     | Bulgarien        | –      | –      | xxx    |        |        |        | ogV    |

### Gruppe B
| Platz | Name                   | Nation            | 4,20 m | 4,30 m | 4,40 m | 4,50 m | 4,55 m | 4,60 m | Höhe   |
| ----- | ---------------------- | ----------------- | ------ | ------ | ------ | ------ | ------ | ------ | ------ |
| 1     | Hennadij Blesnizow     | Sowjetunion       | –      | –      | –      | –      | –      | o      | 4,60 m |
| 2     | Risto Ankio            | Finnland          | –      | –      | –      | –      | –      | o      | 4,60 m |
| 2     | Igor Feld              | Sowjetunion       | –      | –      | –      | –      | –      | o      | 4,60 m |
| 2     | Roman Lešek            | Jugoslawien       | –      | –      | –      | –      | –      | o      | 4,60 m |
| 2     | Pentti Nikula          | Finnland          | –      | –      | –      | –      | –      | o      | 4,60 m |
| 6     | Yang Chuan-Kwang       | Taiwan            | –      | –      | o      | o      | –      | o      | 4,60 m |
| 6     | Hervé d’Encausse       | Frankreich        | o      | –      | o      | –      | –      | o      | 4,60 m |
| 8     | Sergei Djomin          | Sowjetunion       | –      | –      | xo     | –      | –      | o      | 4,60 m |
| 9     | Taisto Laitinen        | Finnland          | –      | –      | o      | –      | –      | xo     | 4,60 m |
| 10    | Ignacio Sola           | Spanien           | o      | –      | o      | o      | –      | xxo    | 4,60 m |
| 11    | Rolando Cruz           | Puerto Rico       | –      | o      | xxo    | o      | –      | xxx    | 4,50 m |
| 12    | Werner Duttweiler      | Schweiz           | o      | –      | o      | –      | –      | xxx    | 4,40 m |
| NM    | Włodzimierz Sokołowski | Polen             | –      | –      | xxx    |        |        |        | ogV    |
| NM    | Maurice Houvion        | Frankreich        | xxx    |        |        |        |        |        | ogV    |
| DNS   | Valbjörn Þorláksson    | Island            |        |        |        |        |        |        |        |
| DNS   | Wu Ah-Min              | Chinesisch Taipeh |        |        |        |        |        |        |        |

## Finale
Datum: 17. Oktober 1964, 13:00 Uhr
Wetterbedingungen: heiter bis wolkig, 19–22 °C, 67–80 % Luftfeuchtigkeit
| Platz | Name                  | Nation           | 4,40 m | 4,60 m | 4,70 m  | 4,80 m | 4,85 m | 4,90 m | 4,95 m | 5,00 m | 5,05 m | 5,10 m | Endresultat | Anmerkung |
| ----- | --------------------- | ---------------- | ------ | ------ | ------- | ------ | ------ | ------ | ------ | ------ | ------ | ------ | ----------- | --------- |
| 1     | Fred Hansen           | USA              | –      | –      | o ORe   | o OR   | o OR   | –      | –      | o OR   | –      | xxo OR | 5,10 m      | OR        |
| 2     | Wolfgang Reinhardt    | Deutschland      | xo     | xo     | –       | xo OR  | –      | xo OR  | –      | o OR   | o OR   | xxx    | 5,05 m      |           |
| 3     | Klaus Lehnertz        | Deutschland      | o      | o      | o ORe   | o OR   | o OR   | o OR   | xo OR  | o OR   | xxx    |        | 5,00 m      |           |
| 4     | Manfred Preußger      | Deutschland      | –      | xxo    | –       | o OR   | –      | o OR   | –      | o OR   | xxx    |        | 5,00 m      |           |
| 5     | Hennadij Blesnizow    | Sowjetunion      | o      | o      | o ORe   | –      | o OR   | –      | o OR   | x–-    | xx     |        | 4,95 m      |           |
| 6     | Rudolf Tomášek        | Tschechoslowakei | –      | o      | o ORe   | xo OR  | –      | o OR   | –      | xx–    | x      |        | 4,90 m      |           |
| 7     | Pentti Nikula         | Finnland         | xo     | xo     | o ORe   | xxo OR | xo OR  | o OR   | xxx    |        |        |        | 4,90 m      |           |
| 8     | Billy Pemelton        | USA              | –      | –      | o ORe   | o OR   | xxx    |        |        |        |        |        | 4,80 m      |           |
| 9     | Igor Feld             | Sowjetunion      | –      | o      | xxo ORe | xo OR  | –      | xxx    |        |        |        |        | 4,80 m      |           |
| 10    | Gerry Moro            | Kanada           | o      | xo     | o       | xxx    |        |        |        |        |        |        | 4,70 m      |           |
| 11    | John Pennel           | USA              | –      | –      | xo ORe  | –      | xxx    |        |        |        |        |        | 4,70 m      |           |
| 12    | Risto Ankio           | Finnland         | –      | o      | xo ORe  | xxx    |        |        |        |        |        |        | 4,70 m      |           |
| 13    | Roman Lešek           | Jugoslawien      | o      | xxo    | xo ORe  | xxx    |        |        |        |        |        |        | 4,70 m      |           |
| 14    | Taisto Laitinen       | Finnland         | o      | o      | xxx     |        |        |        |        |        |        |        | 4,60 m      |           |
| 15    | Sergei Djomin         | Sowjetunion      | o      | xxx    |         |        |        |        |        |        |        |        | 4,50 m      |           |
| 15    | Hervé d’Encausse      | Frankreich       | o      | xxx    |         |        |        |        |        |        |        |        | 4,50 m      |           |
| 15    | Ignacio Sola          | Spanien          | o      | xxx    |         |        |        |        |        |        |        |        | 4,50 m      |           |
| 18    | Christos Papanikolaou | Griechenland     | xo     | xxx    |         |        |        |        |        |        |        |        | 4,40 m      |           |
| NM    | Yang Chuan-Kwang      | Taiwan           | xxx    |        |         |        |        |        |        |        |        |        | ogV         |           |

Seit der Einführung des Fiberglasstabes 1961 war der Weltrekord um 41 Zentimeter verbessert worden. Zu den stärksten Springern gehörten die drei US-Amerikaner John Pennel als ehemaliger Weltrekordler, sein Nachfolger Fred Hansen und Brian Sternberg. Sternberg hatte jedoch beim Training eine Halswirbelverletzung erlitten, die ihn fast völlig lähmte, sodass er seinen Sport aufgeben musste. Pennel war durch eine Rückenverletzung, die er sich kurz vor den Spielen zugezogen hatte, gehandicapt. Zwar erreichte er das Finale, belegte dort jedoch nur Rang elf.
Dreizehn der neunzehn Finalisten meisterten die bis dahin aktuelle olympische Rekordmarke von 4,70 m. Zehn von ihnen sprangen anschließend sogar noch höher. Dieser Entwicklungssprung war dem neuen Material der verwendeten Stäbe zu verdanken. An der 5-Meter-Marke trennte sich dann die Spreu vom Weizen. Nur noch vier Teilnehmer, neben Favorit Hansen alle drei deutschen Starter, waren bei 5,00 Metern erfolgreich. Manfred Preußger und Klaus Lehnertz scheiterten an 5,05 m. Wolfgang Reinhardt übersprang diese Höhe im ersten Versuch, Hansen ließ aus. Reinhardt hatte bei 5,10 m drei Fehlversuche. Fred Hansen überquerte die Latte im dritten und letzten Versuch und sicherte sich so die Goldmedaille vor Wolfgang Reinhardt. Bei gleicher Höhe gewann Klaus Lehnertz aufgrund der Fehlversuchsregel die Bronzemedaille vor Manfred Preußger.
Die Serie der US-Sieger im Stabhochsprung blieb auch in Tokio ungebrochen. Fred Hansen war im fünfzehnten Finale der sechzehnte Goldmedaillengewinner aus den USA – 1908 waren zwei Goldmedaillen vergeben worden.

Wolfgang Reinhardt und Klaus Lehnertz gewannen die ersten deutschen Medaillen in dieser Disziplin.

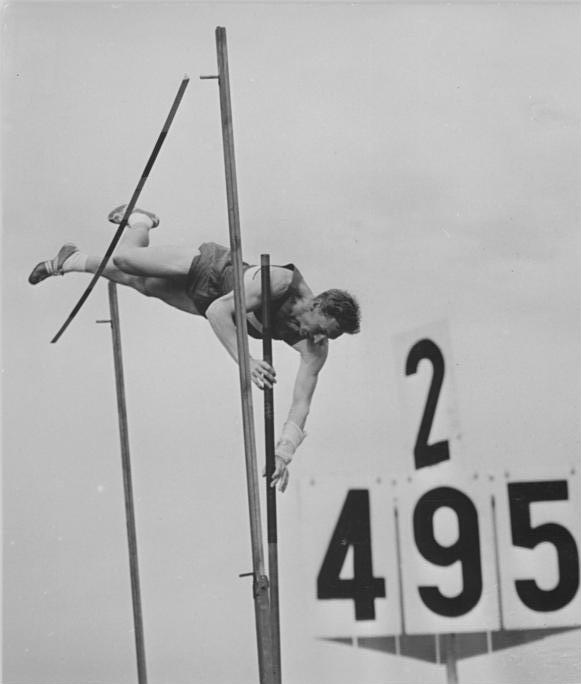
Manfred Preußger – hier bei den DDR-Meisterschaften 1963 – wurde Vierter
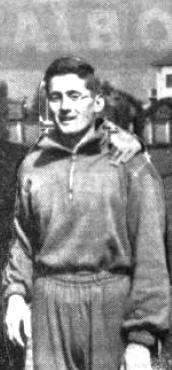
Roman Lešek erreichte Platz dreizehn

## Videolinks
- Tokyo 1964, Fred Hansen, Pole Vault (Amateur Footage), youtube.com, abgerufen am 8. September 2021
- The Tokyo 1964 Olympics Part 2 | Olympic History, Bereich: 5:01 min bis 10:13 min, youtube.com, abgerufen am 8. September 2021
- The Complete Tokyo 1964 Olympics Film | Olympic History, Bereich 29:47 min – 35:03 min, youtube.com, abgerufen am 28. Oktober 2017